# Edward Virvilis
Edward Virvilis (1912 – 1985) est un entraîneur grec ayant été le premier entraîneur de l'équipe d'Éthiopie de football. Il fut aussi un grand homme de l'olympisme éthiopien.

## Carrière
Edward Virvilis inaugure le poste de secrétaire général de la Confédération nationale des sports d'Éthiopie (CNSE) et va permettre l'entrée du pays dans le Comité international olympique, ce qui débouche à une première participation de l'Éthiopie lors des Jeux olympiques d'été de 1956.
Aussi, il devient le premier entraîneur de l'équipe nationale d'Éthiopie, poste qu'il occupe de 1950 à 1954.